# Понтийский лейстус
Понтийский лейстус (лат. Leistus spinibarbis) — вид жуков-жужелиц из подсемейства плотинников. 

## Распространение
Распространён в Европе — в Бельгии, Великобритании, Германии, Испании, Италии, Люксембурге, Нидерландах, Швейцарии и Франции. 

## Описание
Длина тела взрослых насекомых 7—10 мм. Жуки имеют металлически-синий отблеск, но могут быть изменчивые светлые формы. Внешне могут быть очень схожи с Leistus fulvibarbis, с которым имеет отличие в скульптуре, микроскульптуре и ширине переднеспинки; Leistus spinibarbis имеет более плоскую переднеспинку и более широкие пунктированные края, чем у Leistus fulvibarbis.
Живут под валежинами или под отколовшейся корой сваленных стволов деревьев в различных биотопах.

## Классификация
Выделяют следующие подвиды:
- Leistus spinibarbis expansus Putzeys, 1874
- Leistus spinibarbis fiorii Lutshnik, 1913
- Leistus spinibarbis ponticus Kryzhanovskij & Shilenkov, 1999
- Leistus spinibarbis rufipes Chaudoir, 1843
- Leistus spinibarbis spinibarbis (Fabricius, 1775)